# Elaine McMillion Sheldon

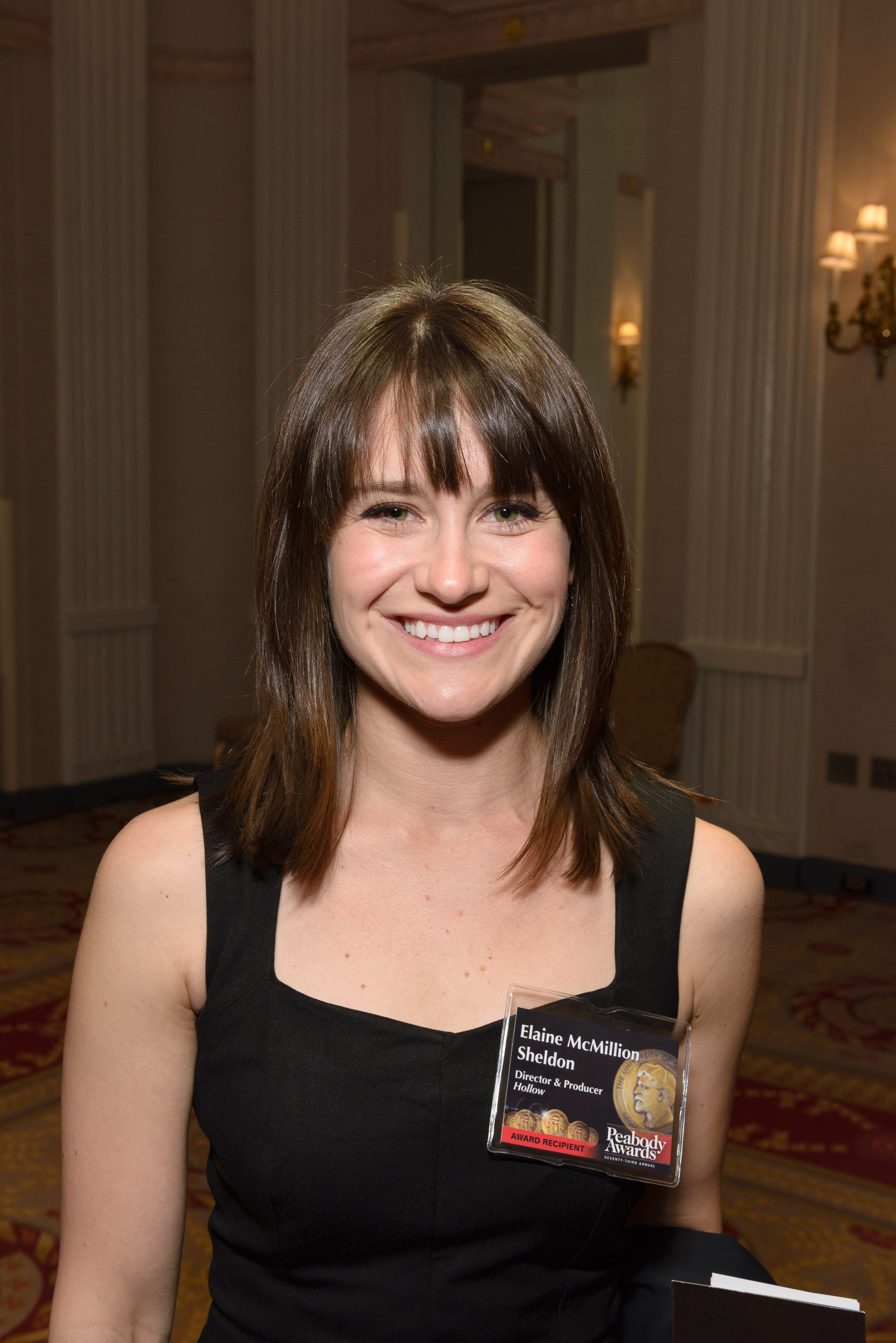
Elaine McMillion Sheldon

Elaine McMillion Sheldon (* 1988 als Elaine McMillion im Logan County, West Virginia) ist eine US-amerikanische Journalistin, Filmproduzentin, Filmregisseurin und Filmeditorin im Bereich des Dokumentarfilms.

## Karriere
McMillion besuchte die West Virginia University und machte dort ihren B.S. in Journalismus. Danach besuchte sie das Emerson College, an dem sie ihren Master of Fine Arts in Bildender Kunst machte. Als Journalistin arbeitete sie unter anderem für The Huffington Post, Los Angeles Times, New York Times oder The Washington Post.
Ihre Karriere im Filmgeschäft begann im Jahr 2011 mit dem Dokumentarfilm Lincoln County Massacre, wobei sie ihr Regiedebüt gab. Im Jahr 2013 veröffentlichte McMillion Sheldon den Dokumentarfilm Hollow: An Interactive Documentary, der mithilfe von Kickstarter.com, bei denen 530 Unterstützer insgesamt 28.788 US-Dollar spendeten, produziert wurde. Dieser Film wurde bei den Peabody Awards 2013 mit einem Peabody Award ausgezeichnet.
Für ihren Dokumentarfilm Heroin(e) erhielt sie mit ihrem Mann Kerrin Sheldon, sie sind seit 2013 verheiratet, bei der Oscarverleihung 2018 eine Oscarnominierung in der Kategorie „Bester Dokumentar-Kurzfilm“. Der Film wurde am 12. September 2017 bei Netflix veröffentlicht. Die Oscar-Auszeichnung erhielt jedoch Frank Stiefel für seinen Beitrag Heaven Is a Traffic Jam on the 405.

## Filmografie (Auswahl)
- 2011: Lincoln County Massacre (Dokumentarfilm)
- 2013: Hollow: An Interactive Documentary (Dokumentarfilm)
- 2017: 11/8/16 (Dokumentarfilm)
- 2017: Heroin(e) (Dokumentar-Kurzfilm)
- 2017: Timberline (Kurzfilm)
- 2017: Betting on Trump: Coal (Dokumentar-Kurzfilm)